# Helmstedter Straße 60 (Magdeburg)

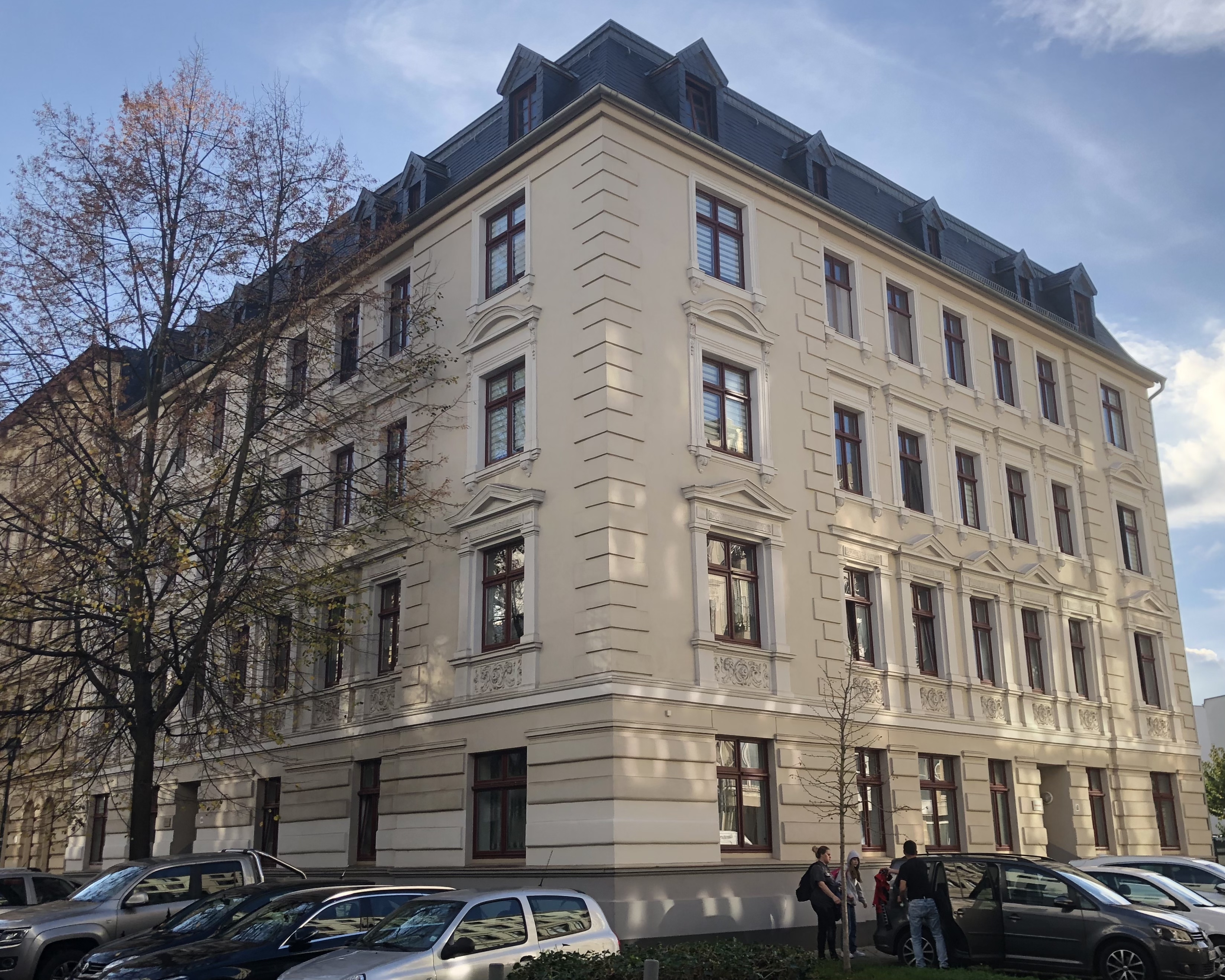
Haus Helmstedter Straße 60 im Jahr 2022

Helmstedter Straße 60 ist ein denkmalgeschütztes Wohnhaus im Magdeburger Stadtteil Sudenburg in Sachsen-Anhalt.

## Lage
Das Gebäude befindet sich auf der Westseite der Helmstedter Straße in einer Ecklage zur nördlich einmündenden Melanchthonstraße. Es gehört auch zum Denkmalbereich Helmstedter Straße 5–13, 53–55, 57–61. Südlich grenzt das gleichfalls denkmalgeschützte Haus Helmstedter Straße 61 an.

## Architektur und Geschichte
Der viergeschossige verputzte Eckbau entstand in der Zeit zwischen 1880 und 1890. Die Fassaden sind im Stil des Neobarocks gestaltet, im Erdgeschoss besteht eine Rustizierung. Die zur Ecke und den Rändern bestehenden Achsen treten als flache Risalite hervor und sind mittels einer Eckquaderung betont. Fensteröffnungen sind zum Teil von Ädikulä umgeben, die von Pilastern gerahmt und mit Giebeln überspannt sind. In den Brüstungsfeldern finden sich üppige Stuckverzierungen in neobarocker Formensprache.
Bedeckt ist der Bau von einem Mansarddach, das mit Gauben versehen ist.
Im örtlichen Denkmalverzeichnis ist das Wohnhaus unter der Erfassungsnummer 094 82059 als Baudenkmal verzeichnet.
Das Gebäude gilt als Kopfbau der geschlossenen gründerzeitlichen Straßenbebauung als städtebaulich und stadtgeschichtlich bedeutend. Es ist ein Beispiel für ein Mietshaus mit gehobenem Standard seiner Bauzeit und wird bemerkenswert für die Sozial- und Architekturgeschichte betrachtet.